# Liure
Liure – gmina (municipio) w południowym Hondurasie, w departamencie El Paraíso. W 2010 roku zamieszkana była przez ok. 11 tys. mieszkańców. Siedzibą administracyjną jest miejscowość Liure.

## Położenie
Gmina położona jest w zachodniej części departamentu. Graniczy z 6 gminami:
- Texiguat od północy,
- Vado Ancho i Morolica od wschodu,
- Apacilagua i Orocuina od południa,
- Soledad od wschodu.

## Miejscowości
Według Narodowego Instytutu Statystycznego Hondurasu na terenie gminy położone były następujące wsie:
- Liure
- Asunción
- Bocuire
- Monte Grande
- San Ramón
- Santa Cruz

## Demografia
Według danych honduraskiego Narodowego Instytutu Statystycznego na rok 2010 struktura wiekowa i płciowa ludności w gminie przedstawiała się następująco:
| Wiek      | 0–3   | 4–6 | 7–12  | 13–17 | 18–24 | 25–64 | 65+ | razem  |
| Liure     | 1 163 | 905 | 1 700 | 1 343 | 1 430 | 3 788 | 645 | 10 975 |
| Mężczyźni | 598   | 468 | 896   | 675   | 743   | 1 860 | 298 | 5 538  |
| Kobiety   | 565   | 437 | 805   | 669   | 687   | 1 927 | 347 | 5 437  |